# 2MASS J02431371-2453298
2MASS J02431371-2453298 ist ein Brauner Zwerg im Sternbild Fornax. Er wurde 2002 von Adam J. Burgasser et al. entdeckt. Er gehört der Spektralklasse T6V an; seine Oberflächentemperatur beträgt 800 bis 1300 Kelvin. Wie bei anderen Braunen Zwergen der Spektralklasse T dominiert auch in seinem Spektrum Methan. Seine Position verschiebt sich aufgrund seiner Eigenbewegung jährlich um 0,3548 Bogensekunden. Zudem weist er eine Parallaxe von 93,62 Millibogensekunden auf.